# Jürgen Zelm
Jürgen Zelm (* 23. Januar 1953 in Anklam) ist ein ehemaliger deutscher SED-Funktionär, PDS-Politiker und DFB-Landestrainer. Er war letzter Erster Sekretär der SED-Bezirksleitung Neubrandenburg und erster Landesvorsitzender der PDS in Mecklenburg-Vorpommern.

## Leben
Zelm studierte nach dem Besuch der POS bis 1973 an einem Institut für Lehrerbildung. Er arbeitete ab 1973 als Freundschaftspionierleiter und Unterstufenlehrer und war Mitglied des Rates des Kreises Anklam für Jugendfragen, Körperkultur und Sport. 1971 trat Zelm der SED bei. Von 1974 bis 1979 absolvierte Zelm ein Studium an der Deutschen Akademie für Staats- und Rechtswissenschaft in Potsdam-Babelsberg mit dem Abschluss als Diplom-Staatswissenschaftler.
1979 wurde er Mitglied des Sekretariats und 1980 Zweiter Sekretär der FDJ-Bezirksleitung Neubrandenburg. Von 1984 bis 1989 wirkte er als Erster Sekretär der FDJ-Bezirksleitung und war Mitglied des Sekretariats der SED-Bezirksleitung Neubrandenburg. Von 1980 bis 1989 gehörte Zelm als Abgeordneter dem Bezirkstag Neubrandenburg an. Von 1986 bis 1989 war er auch Mitglied des Zentralrates der FDJ.
Am 11. Dezember 1989 wurde Zelm Erster Sekretär der SED-Bezirksleitung Neubrandenburg. Bei der Konstituierung des PDS-Landesverbandes Mecklenburg-Vorpommern am 3. März 1990 wurde er zum Landesvorsitzenden gewählt und am 10. Juni auf dem 1. Landesparteitag in diesem Amt bestätigt. Bei den Landtagswahlen im Oktober 1990 wurde Zelm in den Landtag gewählt. Aufgrund von MfS-Vorwürfen verzichtete er zum Ende Mai 1991 auf sein Landtagsmandat, am 4. Mai 1991 hatte ihn Helmut Holter bereits als PDS-Landesvorsitzender abgelöst.
Anfang der 1990er Jahre arbeitete Zelm als Handelsvertreter, Versicherungsvertreter sowie Immobilienmakler und eröffnete ein Geschäft für Sport- und Freizeitartikel. Später wurde er Nachwuchstrainer beim Fußballverein Post Neubrandenburg. Zelm war bis Juni 2018 DFB-Landestrainer der weiblichen Auswahlen in Mecklenburg-Vorpommern und Stützpunktkoordinator im Landesfußballverband Mecklenburg-Vorpommern.